# Citybus (Hong Kong)
Pour les articles homonymes, voir Citybus.
 (novembre 2018).
Si vous disposez d'ouvrages ou d'articles de référence ou si vous connaissez des sites web de qualité traitant du thème abordé ici, merci de compléter l'article en donnant les références utiles à sa vérifiabilité et en les liant à la section « Notes et références ».
CityBus est une des compagnies de bus principales à Hong Kong. Elle est une filiale de NWS Holdings, comme son partenaire New World First Bus. Elle exploite des lignes sur toute la région spéciale administrative de Hong Kong, y compris sur une partie de l'Île de Lantau et des lignes de desserte de l'Aéroport (CityFlyer).
Son réseau est le plus fréquenté sur Hong Kong.

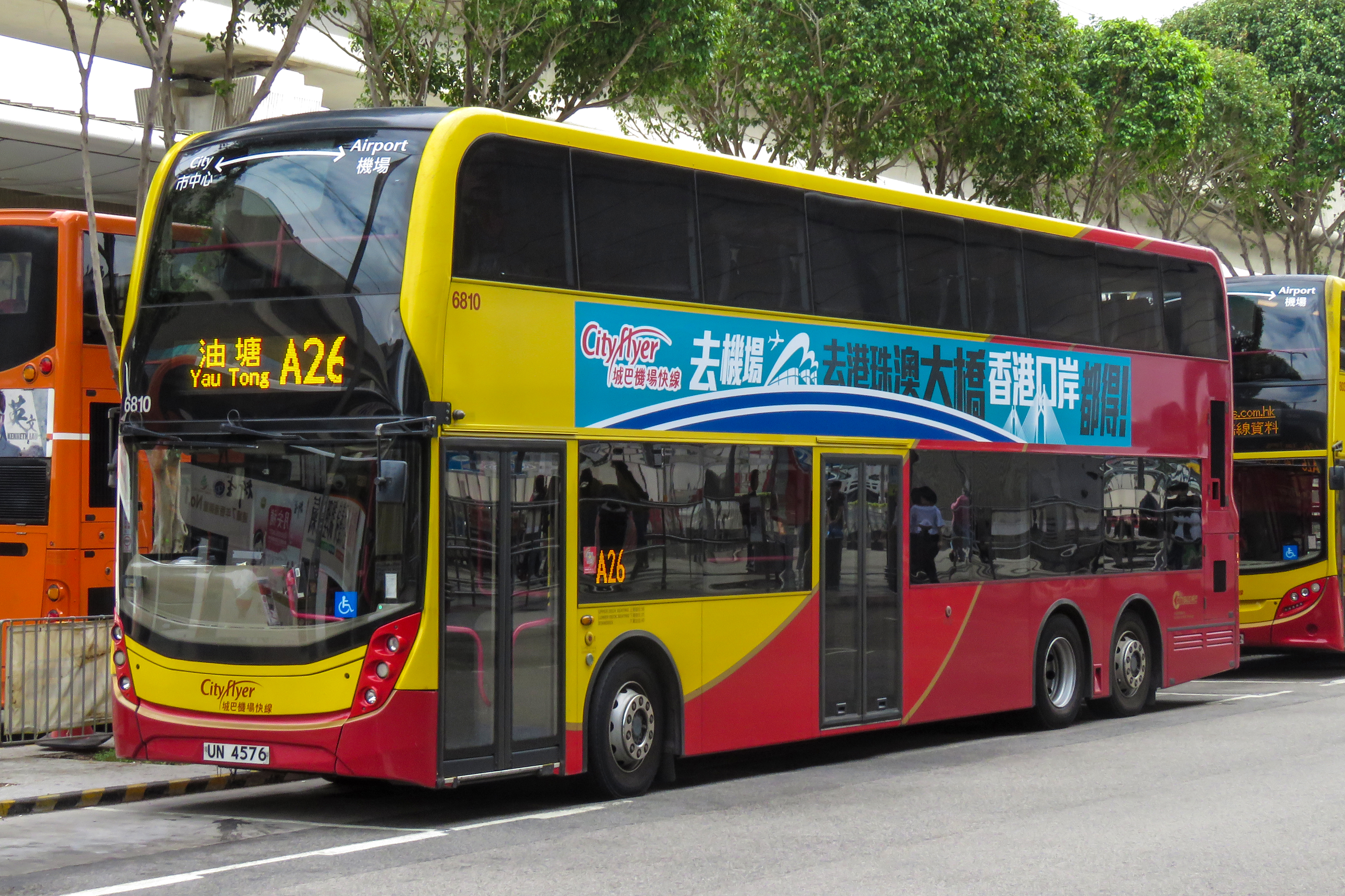
Autobus Alexander Dennis Enviro 500 en livrée "Cityflyer" sur la ligne "Cityflyer" A26.

CityBus et N.W.F.B. exploitent par ailleurs conjointement avec Kowloon Motor Bus (K.M.B.) certaines lignes reliant l'île de Hong Kong à la partie continentale de Hong Kong.

Alexander Dennis Enviro500 MMC de Kowloon Motor Bus sur la ligne 171, exploitée conjointement avec CityBus.